# Condado de Upton
El condado de Upton es uno de los 254 condados del Estado estadounidense de Texas. La sede del condado es Rankin, y su mayor ciudad es McCamey. El condado tiene un área de 3.216 km² (de los cuales 0 km² están cubiertos por agua) y una población de 3.404 habitantes, para una densidad de población de 1 hab/km² (según censo nacional de 2000). Este condado fue fundado en 1887.

## Demografía
Para el censo de 2000, había 3.404 personas, 1.256 cabezas de familia, y 934 familias residiendo en el condado. La densidad de población era de 3 habitantes por milla cuadrada.
La composición racial del condado era:
- 77,79% blancos
- 1,62% negros o negros americanos
- 1,20% nativos americanos
- 0,03% asiáticos
- 0,06% isleños
- 17,95% otras razas
- 1,35% de dos o más razas.

Había 1.256 cabezas de familia, de las cuales el 36,30% tenían menores de 18 años viviendo con ellas, el 61,10% eran parejas casadas viviendo juntas, el 9,10% eran mujeres cabeza de familia monoparental (sin cónyuge), y 25,60% no eran familias.
El tamaño promedio de una familia era de 3,19 miembros.
En el condado el 29,30% de la población tenía menos de 18 años, el 7,90% tenía de 18 a 24 años, el 24,90% tenía de 25 a 44, el 23,80% de 45 a 64, y el 14,20% eran mayores de 65 años. La edad promedio era de 38 años. Por cada 100 mujeres había 95,90 hombres. Por cada 100 mujeres mayores de 18 años había 93,30 hombres.

## Economía
Los ingresos medios de una cabeza de familia del condado eran de USD$28.977 y el ingreso medio familiar era de $37.083. Los hombres tenían unos ingresos medios de $30.729 frente a $18.750 de las mujeres. El ingreso per cápita del condado era de $14.274. El 18,10% de las familias y el 19,90% de la población estaban debajo de la línea de pobreza. Del total de gente en esta situación, 26,60% tenían menos de 18 y el 13,50% tenían 65 años o más.